# Rhinopomatidae
Rhinopomatidae é uma família de morcegos que possui apenas um género, Rhinopoma, com seis espécies. Podem ser encontrados no Velho Mundo, do Norte de África até à Tailândia e Sumatra, em ambientes áridos ou semi-árido. Descansam em cavernas, casas e mesmos nas pirâmides construídas no Egito.
O seu nome em inglês é mouse-tailed bats, significando morcegos de cauda de rato: este nome deriva de possuirem caudas lisas e que são quase tão compirdas como o resto do corpo.
São animais insectívoros.

## Espécies
Contém seis espécies:
- Rhinopoma cystops Thomas, 1903
- Rhinopoma hadramauticum Benda, Reiter, Al-Jumaily, Nasher & Hulva, 2009
- Rhinopoma hardwickii Gray, 1831
- Rhinopoma macinnesi Hayman, 1937
- Rhinopoma microphyllum (Brünnich, 1782)
- Rhinopoma muscatellum Thomas, 1903